# Tongue (Schottland)
Tongue, schottisch-gälisch: Tunga, ist eine Ortschaft im Vereinigten Königreich an der Nordküste Schottlands in der ehemaligen Grafschaft Sutherland und der heutigen Council Area Highland mit rund 500 Einwohnern.

## Geografie und Lage
Tongue liegt an der gleichnamigen Meeresbucht, der Kyle of Tongue, im höchsten Norden der Highlands zwischen Durness (ca. 47 km) im Westen, der Stadt Thurso (etwa 70 km) im Osten und  Lairg (ca. 62 km) im Süden. Der Ort liegt am Fuße des 764 m hohen Ben Loyal und ist die nächstgelegene Siedlung zum nördlichst gelegenen Munro, dem sich auf 927 m erhebenden Ben Hope sowie dem sich westlich anschließenden Loch Hope. Zum Civil Parish Tongue gehört noch der acht Kilometer nördlich gelegene Weiler Skullomie mit einem kleinen Fischerhafen, die drei – allerdings unbewohnten – Rabbit Islands in der Tongue Bay sowie einige verstreute kleinere Güter oder Bauernhöfe.

## Verkehrsanbindung
Der Ort ist für den äußeren Nordwesten Schottlands verkehrstechnisch gut erschlossen. Er liegt an zwei Straßen der höchsten britischen Hauptkategorie (vergleichbar mit deutschen Bundesstraßen), der A838 von Lairg über Durness nach Tongue und der 208 km langen A836 von Tain über Lairg und Tongue bis in die äußerste Nordostspitze der britischen Hauptinsel nach John o’ Groats. Allerdings sind diese Hauptstraßen im seit den Highland Clearances extrem dünn besiedelten Sutherland nur einspurig mit gelegentlichen Haltebuchten ausgebaut. Der nächstgelegene überregionale Flughafen  ist in Inverness und die nördlichste britische Autobahn (M90) endet bereits im über 300 km südlich gelegenen Perth. Wie der gesamte Nordwesten des Highland-Bezirks ist Tongue nicht an das britische Schienennetz angeschlossen; die nächsten Bahnhöfe liegen in Thurso und Lairg an der bereits bis 1874 fertiggestellten Far North Line.

## Sehenswürdigkeiten, Tourismus und Wirtschaft

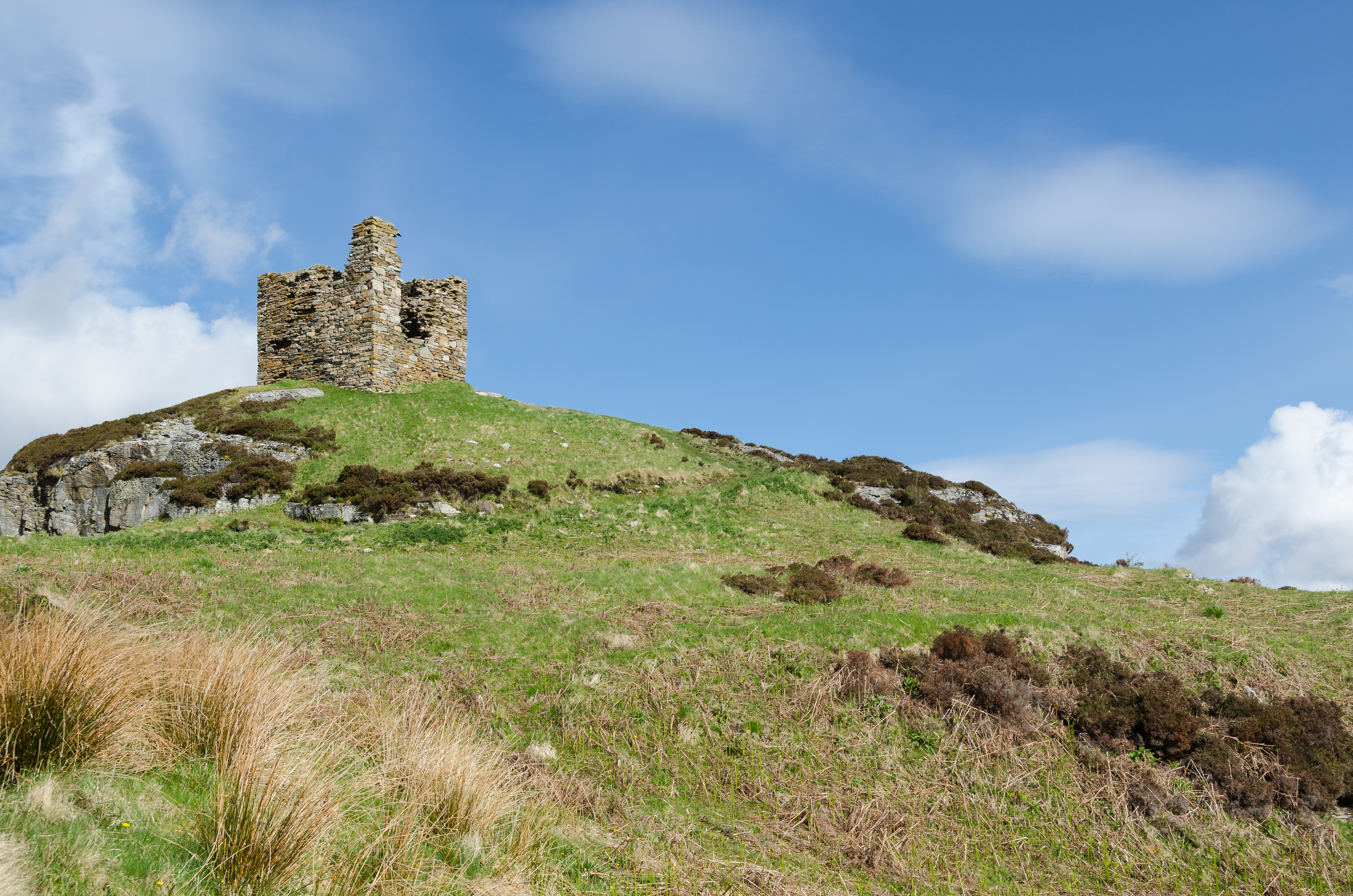
Castle Varrich

Unweit des Hauptdorfes liegt die möglicherweise bis auf die Wikingerzeit zurückreichende Burgruine Castle Varrich, die im Spätmittelalter der Stammsitz des einst mächtigen Clan MacKay war und einen prächtigen Blick über die Bucht, den Ort sowie die umliegenden Berge bietet. Auch das im 17. Jahrhundert errichtete Tongue House, in dem die MacKays fortan residierten, ist mit seinem prächtigen Garten ein lohnendes Ziel. Umschlossen werden Haus und Park von einem Wäldchen, dem Tongue Wood; in den nördlichen Highlands eher eine Rarität. Die Tongue Parish Church ist als Denkmal der höchsten Kategorie A klassifiziert.
Der Ben Hope mit seiner 800 Meter hohen Westwand ist eine imposante Naturerscheinung, der fast unmittelbar sich vom Atlantik erhebend sehr viel gewaltiger ist, als seine Höhe vermuten lässt. Doch auch der bescheidenere Ben Loyal ist für Kletterer und Wanderer ein ergiebiges Ausflugsziel. Für robuste Badefreunde und Spaziergänger liegt nördlich des Zentrums nahe dem Gut Coldbackie ein ausgedehnter Strand. Des Weiteren gibt es im Umland von Tongue einige idyllisch gelegene Seen, von denen sich besonders der Loch Hope gut zum Bootsangeln vor allem auf Forellen eignet.
In Tongue gibt es etliche Läden, mehrere Hotels und Bed and Breakfast-Angebote sowie eine Jugendherberge.
Neben dem Tourismus sind Fischerei und kleine Landwirtschaftsbetriebe die Haupterwerbsquellen der Region.

## Söhne von Tongue
- George W. Campbell (1769–1848), US-amerikanischer Politiker (Demokratisch-Republikanische Partei), 1814 Finanzminister